# Edmond Martène
Edmond Martène (Saint-Jean-de-Losne, 22 de diciembre de 1654 - Saint-Germain-des-Prés, 20 de junio de 1739) fue un religioso benedictino e historiador francés.

## Biografía
Admitido a los 18 años en la abadía de Saint-Remi de Reims perteneciente a la congregación de San Mauro de la orden de San Benito, pronto fue trasladado a la de Saint-Germain-des-Prés, cerca de París, donde coincidió con eruditos de la talla de Luc d'Achery, Jean Mabillon, Claude Martin o Denis de Sainte-Marthe. 
Dejó escritas varias obras sobre liturgia e historia eclesiástica:
- Commentarius in regulam S. P. Benedicti (París, 1690), comentarios a la regla de San Benito;
- De antiquis monachorum ritibus libri quinque collecti ex variis ordinariis (Lyon, 1690), sobre la liturgia monástica;
- La vie du vénérable Claude Martin (Tours, 1697), biografía de su correligionario Claude Martin, fallecido el año anterior; publicarla sin permiso de la congregación motivó el traslado de Martène a Évron;
- Veterum scriptorum et monumentorum moralium, historicorum, dogmaticorum ad res ecclesiasticas monasticas et politicas illustrandas collectio (Ruan, 1700), suplemento del Spicilegium de Luc d'Achéry;
- De antiquis ecclesiæ ritibus (3 vols., Ruan, 1700-1702), sobre la liturgia eclesiástica; redactada en Saint Ouen durante su colaboración con Denis de Sainte-Marthe en la edición que éste hizo de las obras de Gregorio Magno;
- Tractatus de antiqua ecclesiæ disciplina in divinis officiis celebrandis (Lyon, 1706), continuación de la anterior;
- Thesaurus novus anecdotorum (5 vols., París, 1717), recopilación documental que Martène y Ursin Durand hicieron durante 6 años en archivos de Francia y Bélgica para la Gallia christiana de Sainte-Marthe;
- Veterum scriptorum et monumentorum ecclesiasticorum et dogmaticorum amplissima collectio (9 vols., París, 1724-33), continuación de la anterior;
- De antiquis ecclesiæ ritibus editio secunda (4 vols., Amberes, 1736-1738), reedición de su obra de 1700;
- Annales Ordinis S. Benedicti tomus sextus (París, 1739), tomo VI de los Anales benedictinos de Mabillon;
- Histoire de l'abbaye de Marmoutier (manuscrito, publicado por Ulysse Chevalier en 1874), historia de la abadía de Marmoutier.

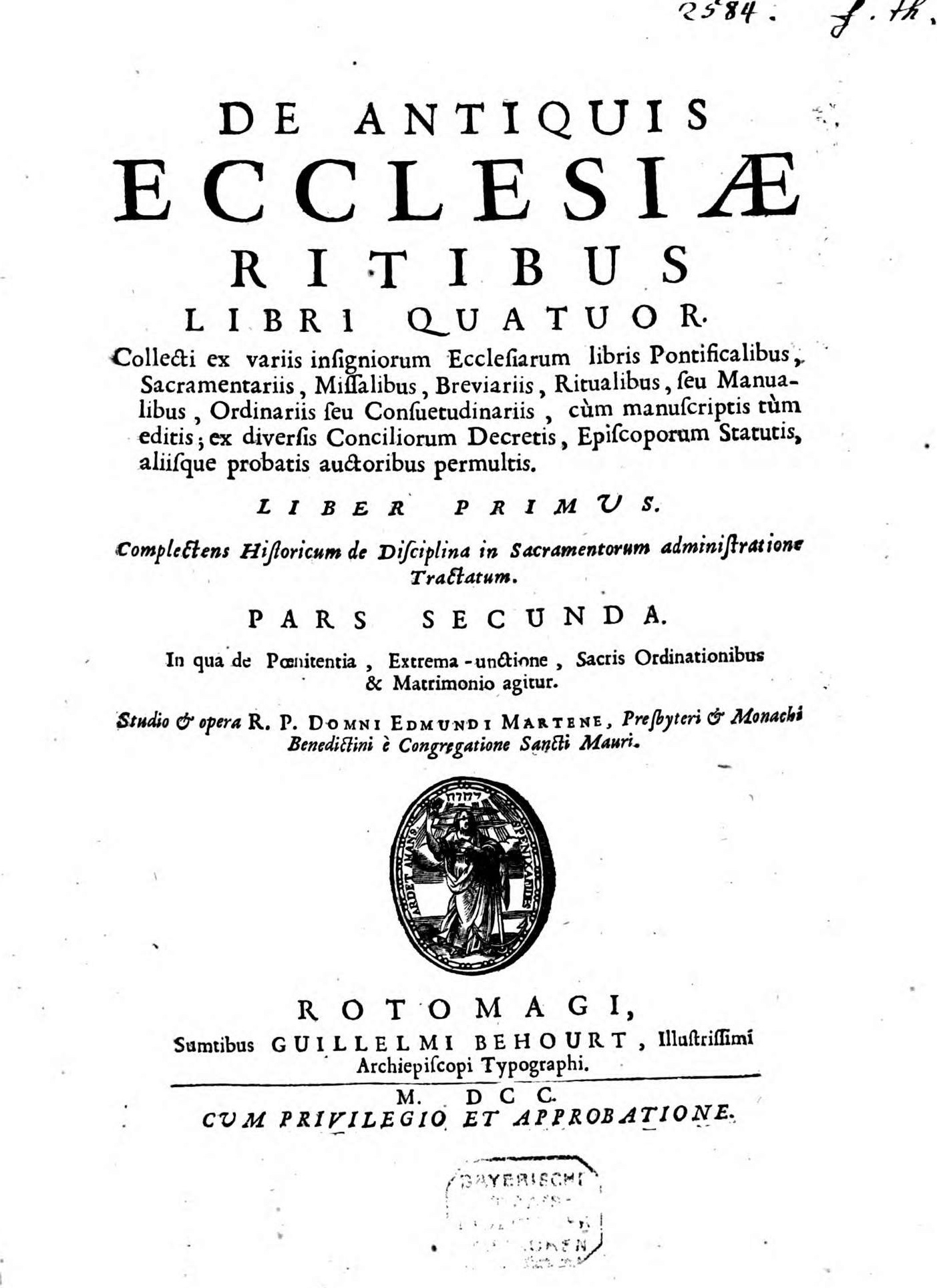
Portada de De antiquis ecclesiæ ritibus.
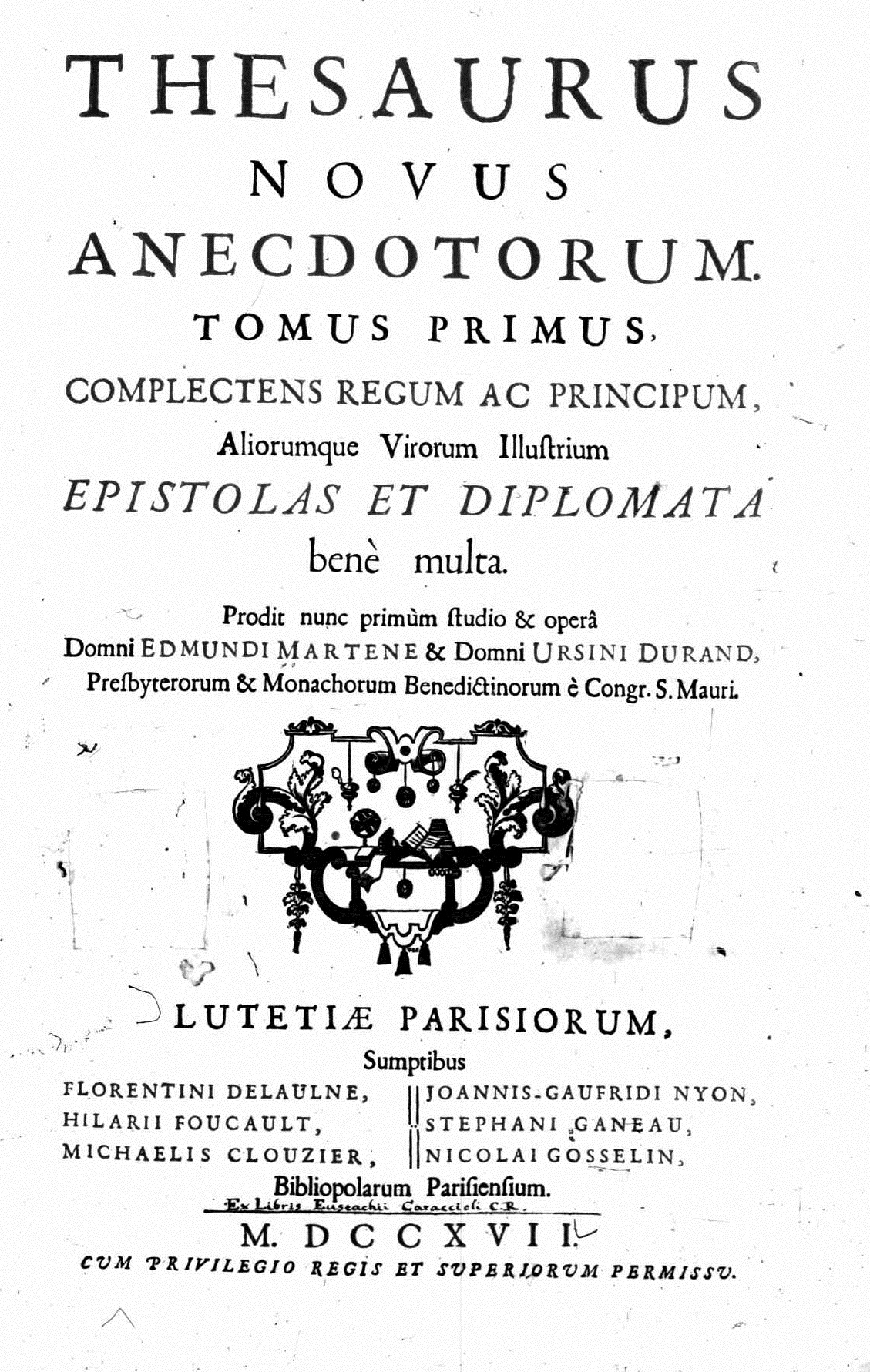
Thesaurus novus anecdotorum, 1717
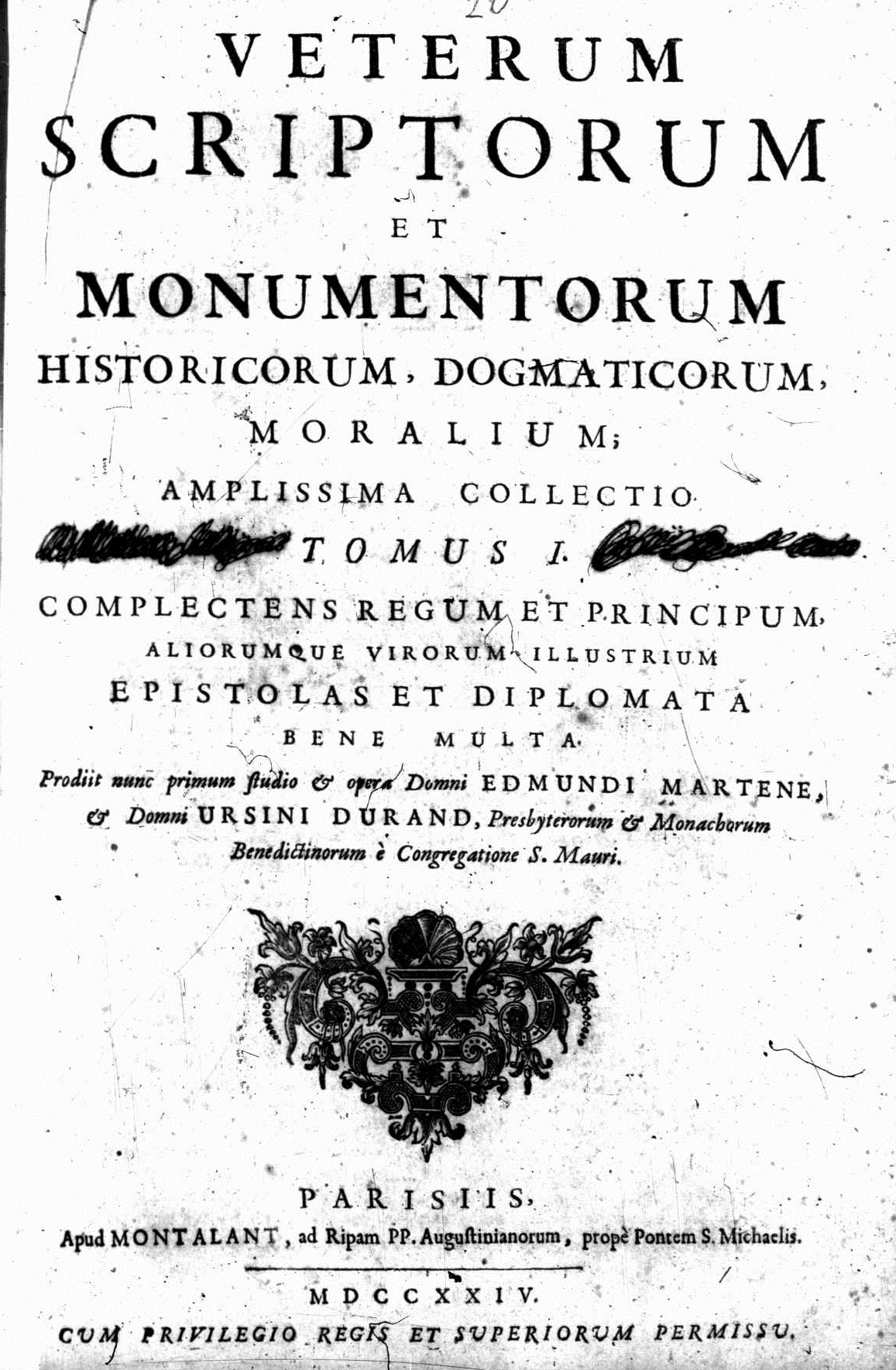
Veterum scriptorum et monumentorum historicorum, dogmaticorum, moralium amplissima collectio, 1724